# Caius Rufius Festus
 (mars 2023).
Gaius Rufius Festus était un homme politique de l'Empire romain.

## Ascendance
Il est le fils de Gaius Rufius Festus, chevalier descendant du philosophe Musonius et du poète Caesius Bassus, et de sa femme Postumia Festa, fille d'un Postumius et sœur de Marcus Postumius Festus. Son grand-père paternel serait un Rufius, ses arrière-grands-parents paternels seraient un Rufius et sa femme, une fille du philosophe syrien Artémidore de Daldis (fl. 101) et de sa femme Musonia, fille de Gaius Musonius Rufus, et ses arrière-arrière-grands-parents seraient un Rufius et une fille de Gaius Caesius Bassus.

## Biographie
Chevalier, il était procurateur de Dalmatie-Histrie à une date inconnue.

## Descendance
Il a épousé Laelia Firma, fille d'un Marcus Laelius et sœur de Marcus Laelius Fabius Firmus, curator viarum, marié avec Fulvia Maxima. 
Leur fille Rufia Procula a épousé Publius Tullius Varro.
Leur fils Gaius Rufius Festus Laelius Firmus, vir consularis, a épousé Lusia Marcella, fille de Quintus Lusius Sabinianus. Ils ont eu :
- Gaius Rufius Marcellinus, vir consularis
- Gaius Rufius Proculus, curateur de travaux publics en 236, marié à Publilia fille d'un Marcus Publilius et de sa femme Petronia et petite-fille maternelle de Gnaeus Petronius Probatus Junior Justus et de sa femme Caecilia (les parents de Rufius Festus et de Rufia Procula, femme de Marcus Ceionius Varus)
- Lusia Rufia Marcella, qui s'est mariée.
- Rufius Festus fut le père de Rufius Festus, consularis vir autour de 310, le grand-père paternel de Rufius Festus Avienus, corrector de Lucanie, marié avec Petronia Probina, fille de Petronius Probianus et de sa femme Anicia, parents de Postumius Rufius Festus Avienus.